# Lac de l'Ortolo
Le lac de l'Ortolo est un lac de barrage de Corse-du-Sud situé sur l'Ortolo à cheval sur les communes de Sartène, Foce et Levie. C'est une retenue d'eau destinée à assurer les besoins de la région pendant la période estivale

## Géographie
Situé à une altitude de 180 m, la retenue recueille les eaux de l'Ortolo et de deux de ses affluents : le ruisseau de Caraglia et le ruisseau de Lataga. Le barrage, fait d'enrochements, mesure 36 m de hauteur et 143 m de longueur, la capacité du lac est de 2 920 000 m³.

## Images

Lac de l'Ortolo vu de sa rive nord, aval à droite. Au fond, la montagne de Cagna

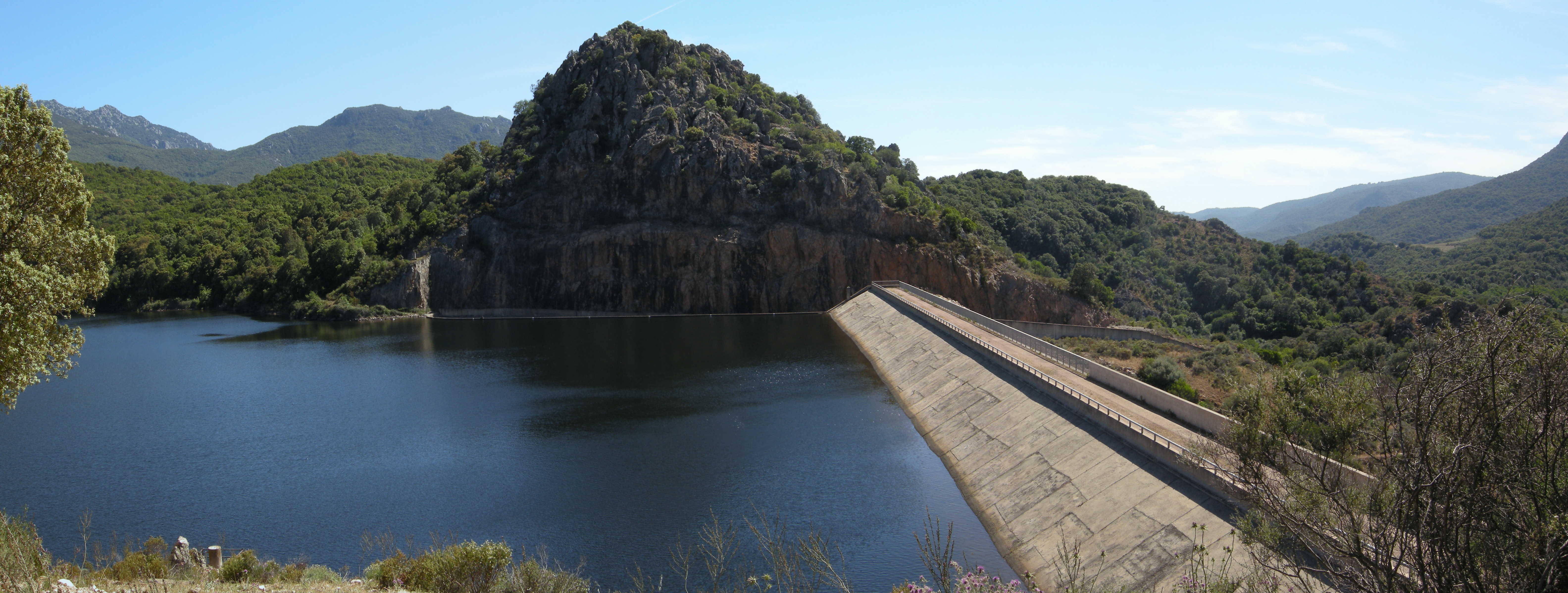
Barrage de l'Ortolo vu de sa rive nord